# Чемпіонат світу з фехтування 2025
Чемпіонат світу з фехтування 2025 року пройде у місті Тбілісі, Грузія, з 22 по 30 липня під егідою Міжнародної федерації фехтування. На турнірі буде розіграно 12 комплектів нагород: в індивідуальній та командній першостях із фехтування на шпагах, рапірах та шаблях серед чоловіків та жінок.

## Призери

### Чоловіки
| Дисципліна           | Золото                                                          | Срібло                                                                | Бронза                                                                     |
| -------------------- | --------------------------------------------------------------- | --------------------------------------------------------------------- | -------------------------------------------------------------------------- |
| Індивідуальна шпага  | Кокі Кано Японія                                                | Ґерґей Шіклоші Угорщина                                               | Масару Ямада ЯпоніяНікіта Кошман Україна                                   |
| Командна шпага       | Японія Сея Асамі Кокі Кано Акіра Комата Масару Ямада            | Угорщина Тібор Андрашфі Зомбор Кештелий Мате Тамаш Кох Ґерґей Шіклоші | Казахстан Руслан Курбанов Ельмір Алімжанов Кирило Проходов Вадим Шарлаїмов |
| Індивідуальна рапіра | Раян Чой Гонконг                                                | Кирило Бородачов Допущені нейтральні атлети                           | Герго Чемеш УгорщинаМаксім Поті Франція                                    |
| Командна рапіра      | Італія Гійом Б'янкі Алессіо Фоконі Філіппо Маккі Томмазо Маріні | США Нік Іткін Брюс Лоує Александер Массіалас Герек Мейнгардт          | Угорщина Даніель Доша Андор Міхалі Герго Семеш Гергелі Тот                 |
| Індивідуальна шабля  | Сандро Базадзе Грузія                                           | Жан-Філіпп Патріс Франція                                             | Ахмед Гешам ЄгипетЛука Куратолі Італія                                     |
| Командна шабля       | Італія Лука Куратолі Мікель Галло Маттео Нері П'єтро Торре      | Угорщина Чанад Гемеші Ніколас Іліаш Крістіан Рабб Арон Сіладьї        | Румунія Влад Коваліу Георге Драгомір Раду Ніцу Разван Урсачі               |

### Жінки
| Дисципліна           | Золото                                                                           | Срібло                                                                                               | Бронза                                                             |
| -------------------- | -------------------------------------------------------------------------------- | --- | ------------------------------------------------------------------ |
| Індивідуальна шпага  | Влада Харькова Україна                                                           | Катріна Лехіс Естонія                                                                                | Ірина Ембріх ЕстоніяСон Се Ра Південна Корея                       |
| Командна шпага       | Франція Марі-Флоранс Кандассамі Александра Луї-Марі Лорен Рембі Елоїз Ванріссель | Допущені нейтральні атлети Мілен Бавуге Хабімана Яна Бекмурзова Айзанат Муртазаєва Крістіна Ясінська | Південна Корея Кім Хань Ин Лі Хе Ін Лі Та Хі Сон Се Ра             |
| Індивідуальна рапіра | Лі Кіфер США                                                                     | Полін Ранв'є Франція                                                                                 | Анна Крістіно ІталіяМартіна Фаваретто Італія                       |
| Командна рапіра      | США Емілі Джінг Лі Кіфер Джелін Лю Лорен Скраґґс                                 | Франція Аніта Блаз Єва Лашре Моргана Патрю Полін Ранв'є                                              | Італія Анна Кристіно Аріанна Ерріго Мартіна Фаваретто Аліче Вольпі |
| Індивідуальна шабля  | Яна Єгорян Допущені нейтральні атлети                                            | Сюзана Чеслар Польща                                                                                 | Пан Кіміао КНРАліна Комащук Україна                                |
| Командна шабля       | Франція Сара Бальцер Фаустін Клап'є Сара Нуча Тоскана Торі                       | Південна Корея Чхве Се Бін Чон Ха Йон Кім Джон Мі Со Джі Йон                                         | Угорщина Шугар Катінка Баттаї Рената Катона Ліза Пустай Луца Сюч   |